# Alex Kidd
Alex Kidd  (アレックスキッド) foi o protagonista de uma série de videogames produzidos pela SEGA entre o final dos anos 80 e início dos anos 90. O personagem e seus jogos (como Alex Kidd in Miracle World, o jogo contido na memória interna dos Master System II e III brasileiro) inicialmente fizeram sucesso, a ponto da Sega aproveitar sua imagem como seu mascote oficial. Na geração 16 bits, como a Nintendo cativava o público mais infantil, a Sega, por já ter base instalada nos arcades (que eram para maiores de 18 anos), resolveu trazer seus jogos para o Mega drive, assim sendo o videogame para o público jovem da época. O Alex Kidd foi visto como um personagem infantil, o que atrapalharia a campanha do console. Em 1991 ele foi substituído pelo Sonic the Hedgehog.

## Alusões
Alusões ao personagem podem ser vistas em algumas franquias, a saber:
- Alex aparece na tela de teste de som ("sound test") do jogo Quartet, lançado para Master System em 1987. Para vê-lo, basta, na tela de título, apertar pause quatro vezes e depois apertar o botão 1 no controle dois;
- O rosto de Alex aparece escondido no cenário de algumas fases de Kenseiden (Master System, 1988);
- Em Altered Beast (Mega Drive, 1988), aparecem o nome de Alex Kidd e de sua namorada, Stella, em duas tumbas;
- Alex aparece como brinquedo colecionável em Shenmue (Dreamcast, 1999) e Shenmue II (Dreamcast/Xbox, 2001);
- Alex aparece como personagem jogável em Sonic & Sega All-Stars Racing (Nintendo DS, 2010);
- Alex aparece como personagem jogável em Sonic & All-Stars Racing Transformed (Xbox 360/ PlayStation 3, 2012);

## Jogos
- 1986 - Alex Kidd in Miracle World (Sega Master System)
- 1986 - Alex Kidd With Stella: The Lost Stars (Arcade)
- 1987 - Alex Kidd BMX Trial (Sega Master System) (lançado apenas no Japão)
- 1988 - Alex Kidd: The Lost Stars (re-lançamento, com algumas poucas modificações, de Alex Kidd With Stella: The Lost Stars para o Sega Master System)
- 1989 - Alex Kidd in High-Tech World (Sega Master System)
- 1989 - Alex Kidd in the Enchanted Castle (Sega Mega Drive)
- 1990 - Alex Kidd in Shinobi World (Sega Master System)
- 2021 - Alex Kidd in Miracle World DX (Nintendo Switch, Playstation 4, Xbox One e PC)[3]

## Trilha-sonora

### Compositores
- Tokuhiko Uwabo - Alex Kidd in Miracle World
- Hiroshi Kawaguchi - Alex Kidd: The Lost Stars
- Tarnya - Alex Kidd in the Enchanted Castle

### Álbuns Oficiais
| Lançamento           | Álbum                    | Gravadora   | Comentários |
| -------------------- | ------------------------ | ----------- | ----------- |
| 14 de Agosto de 2009 | Alex Kidd Complete Album | Wave Master | Álbum duplo |